# 2009 (singel)
2009 – singel polskiego piosenkarza Ralpha Kaminskiego, promujący album studyjny Młodość. Singel został wydany 8 listopada 2020.
Nagranie otrzymało w Polsce status złotego singla, przekraczając liczbę 10 tysięcy sprzedanych kopii.

## Geneza utworu i historia wydania
Piosenka została napisana i skomponowana przez Rafała Kamińskiego, natomiast za produkcję utworu odpowiadał Andrzej Izdebski.
Singel ukazał się w formacie digital download 8 listopada 2020 w Polsce za pośrednictwem wytwórni płytowej Fonobo Label. Kompozycja została umieszczona na drugim albumie studyjnym Ralpha Kaminskiego – Młodość.
23 sierpnia 2022 singel został zaprezentowany telewidzom stacji TVN podczas koncertu #Great Moments na Top of the Top Sopot Festival 2023.

## Teledysk
Do utworu powstał teledysk, który udostępniono w dniu premiery singla za pośrednictwem serwisu YouTube.

## Certyfikaty
| Kraj          | Certyfikat  | Sprzedaż |
| ------------- | ----------- | -------- |
| Polska (ZPAV) | złota płyta | 10 000+  |